# Arenosclera rosacea
Arenosclera rosacea är en svampdjursart som beskrevs av Desqueyroux-Faúndez 1984. Arenosclera rosacea ingår i släktet Arenosclera och familjen Callyspongiidae.
Artens utbredningsområde är Nya Kaledonien. Inga underarter finns listade i Catalogue of Life.